# ليلكسة

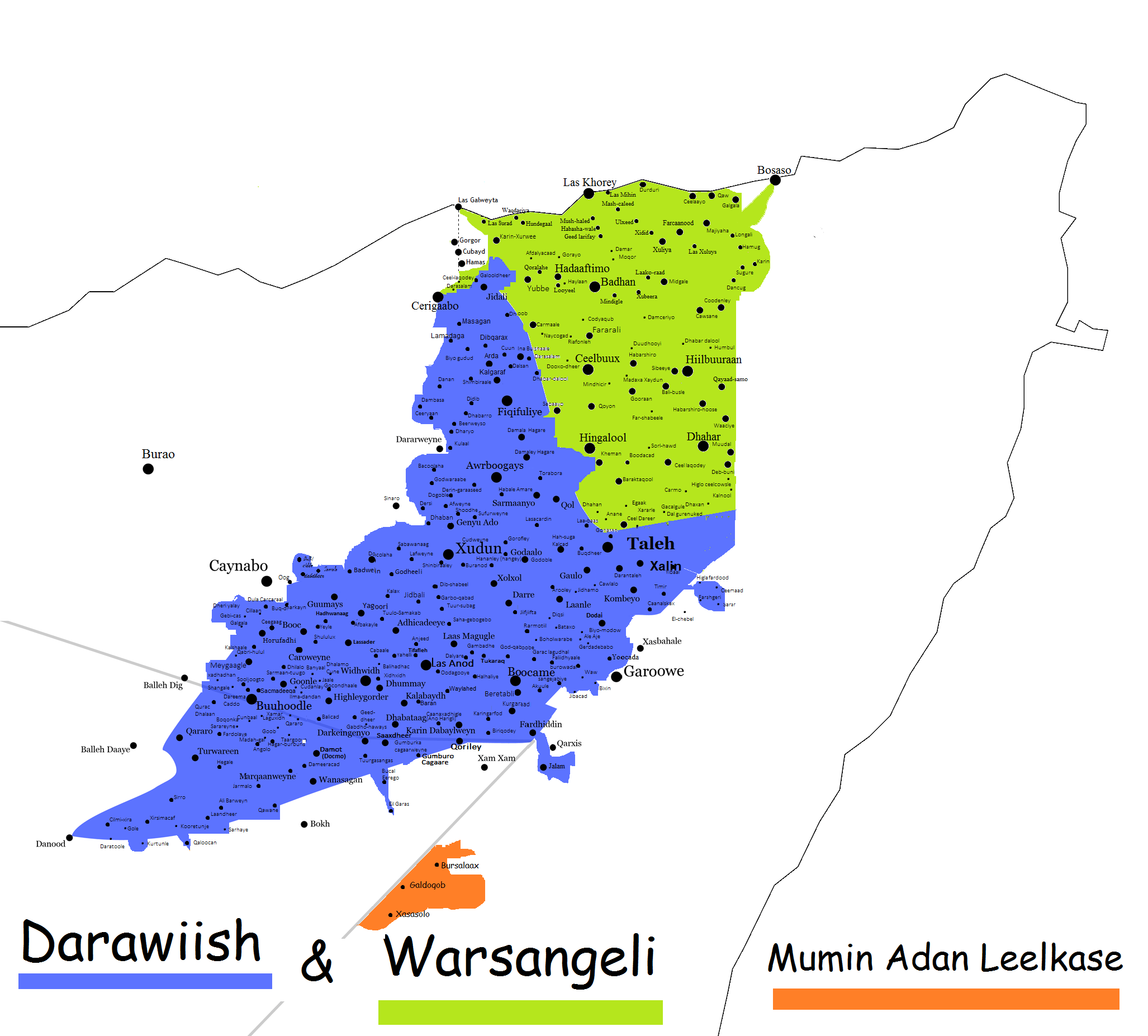

قبيلة ليلكسة هي قبيلة من عشائر قبيلة الدارود في الصومال والقرن الأفريقي. أمراء القبيلة هم عشيرة بني مومن وهم مشهرون بالشعر والفروسية وكان لهم دور بارز في قيادة الصومال.
أسست القبيلة مملكة مشهورة أستمرت حتى عام 1796، سميت في التاريخ مملكة تنده، ومن أشهر سلاطينها يوسف المالسمغي المشهور ب `الهرمعد`. وتقول بعض المصادر أن أم السلطان المشهور أحمد غراي من قبيلة `محمود على` اليلكسة.
قبيلة ليلكسي مشهورة بالتدين، وعرفت باسم «حر» بسبب تركيزها على الدعوة ونشر العلوم الشرعية. ومن كبار العلماء الذين تبحروا في علوم الشريعة الشيخ محمد مؤمن، وهوالملقب بـ«حر» وكان له تصانيف من أشهرها شرحه لمقامات الحريري، وتعليقه على بعض مراجع الشافعية. وممن يشار إلييهم بالبنان في العلم الفقيه إسماعيل، والفقيه حرسي مؤمن أخو الشيخ محمد مؤمن. وممن قرب عهدهم من علماء القبيلة الفقيه يوسف والفقيه فارح والفقيه محمود.
ومن مشاهير قبيلة ليلكسي المعاصرين في مختلف المجالات: أغاس أحمد أغاس محمد وهو شيخ القبيلة العام، والسلطان زبير حاج محمود وهو شيخ ليلكسيي محافظة نغال، والشيخ الدكتور أحمد الحاج عبد الرحمن نائب جامعة شرق أفريقيا سابقا، وأحد كبار علماء الصومال، والشيخ الدكتور عبد الرزاق محمود تكر، والشيخ محمود حاج يوسف أحد مشائخ محافظة نغال، والشيخ أحمد عبد الصمد وهو من الدعاة المشهورين على مستوى الصومال، والشيخ مهد عبد الله شيخ مدينة جلدجب، والأستاذ عبد الرزاق أحمد محمود رئيس معهد تدريب المعلمين في جرووه، والشيخ أحمد طيلي رئيس مكتب الدعوة في جالكعيو.
ومن مواطن قبيلة ليلكسي محافظات مدغ ونغال والشرق (بري) وكلها في شمال شرق الصومال، ومنطقة أجادينيا المحتلة، ومحافظة جوبا السفلى (كسمايو وضواحيها).
وتنتمي قبيلة ليلكسي إلى قبيلة طارود العقيلية فهي من آل البيت، وممن تحرم عليهم الصدقة.